# Elizabeth McGovern
Elizabeth McGovern (Evanston, Illinois, 18 de juliol de 1961) és una actriu de cinema i teatre estatunidenca.

## Biografia
Els seus pares són William Montgomery McGovern, professor universitari, i Katharine Woolcot, professora d'institut. Té una germana, Cammie McGovern, que és novel·lista. Residents a Illinois, la família es va traslladar a Los Angeles, on el seu pare va treballar a la Universitat de Califòrnia.
Mentre realitzava els seus estudis en el North Hollywood High School, també actuava en el teatre de la universitat. En una ocasió, quan interpretava una obra de Thornton Wilder; una agent teatral, Joan Scott, va quedar molt impressionada pel seu talent i li va recomanar prendre classes d'interpretació. Ella va seguir el seu consell i es va matricular en l'American Conservatory Theater a San Francisco, i a continuació en la prestigiosa Juilliard School de Nova York.
Mentre estudiava en aquesta escola, va rebre el 1980 una oferta per actuar en la pel·lícula Gent corrent (1980), del director Robert Redford, interpretant el paper de l'amiga d'un adolescent turmentat, Conrad (Timothy Hutton). La pel·lícula va guanyar quatre Premis Oscar.
A l'any següent McGovern va obtenir una candidatura al Premi Oscar a la millor actriu secundària, per la pel·lícula Ragtime(1981), de Milos Forman.
El 1984 va treballar en la clàssica pel·lícula Hi havia una vegada a Amèrica de Sergio Leone al costat de Robert De Niro i James Woods on interpreta a la bella "Deborah Gilles", l'amor impossible de "Noodles" un gánster interpretat per Robert De Niro.
Acabada la seva educació teatral, va començar a intervenir en obres teatrals a Nova York, primer en petits teatres i després a Broadway. Des de llavors ha seguit actuant preferentment en teatre.
En les seves pel·lícules ha mostrat preferència pels personatges excèntrics. A més del cinema i del teatre, també ha treballat en televisió, un mitjà en el qual també ha tingut èxit.
El 1992 es va casar amb el productor i director britànic Simon Curtis,  amb qui viu a Londres. El matrimoni té dues filles.
Des de 2010 apareix en la sèrie de la ITV1, Downton Abbey, com a Cora Crawley, i gràcies al seu paper va ser nominada als premis EMMY 2011 per la millor actriu en minisèrie.

## Filmografia
Les seves pel·lícules més destacades són:
- Gent corrent (Ordinary People) (1980)
- Ragtime (1981)
- La porta del cel (Heaven's Gate) (1981)
- Lovesick (1983)
- Hi havia una vegada a Amèrica (1984)
- Blancaneus i els set nans (televisió) (1984)
- Racing with the Moon (1984)
- Native Son (1986)
- Fals testimoni (1987)
- Dear America: Letters Home from Vietnam (1987)
- She's Having a Baby (1988)
- Johnny Handsome (1989)
- Women and Men (1990)
- Executiu, executor (A Shock to the System) (1990)
- El conte de la criada (The Handmaid's Tali) (1990)
- Tune in Tomorrow (1990)
- Ashenden II (1991)
- Me and Veronica (1992)
- King of the Hill (1993)
- The Changeling (1994)
- El favor (The Favor) (1994)
- Broken Trust (1995)
- Wings of Courage (1995)
- Summer of Ben Tyler (1996)
- The Wings of the Dove (1997)
- Clover (1997)
- Twice Upon a Yesterday (1998)
- Gairebé totes les dones són iguals (The Misadventures of Margaret) (1998)
- La pimpinela escarlata (1999)
- The House of Mirth (2000)
- Thursday the 12th (2000)
- Manila (2000)
- Buffalo Soldiers (2001)
- The Flamingo Rising (2001)
- Downton Abbey (2010-2014)
- The Commuter (2018)
- The Wife (2018)